# Todtenhausen (Elbenberg)
Koordinaten: 51° 13′ 3″ N, 9° 10′ 43″ O
Todtenhausen war eine 1207 erstmals genannte und spätestens in der ersten Hälfte des 15. Jahrhunderts wüst gefallene Dorfsiedlung in der heutigen Gemarkung von Elbenberg, einem Stadtteil von Naumburg im nordhessischen Landkreis Kassel.

## Geographische Lage
Der Ort lag etwa 1,5 km westlich von Altendorf und 2 km südwestlich von Elbenberg auf 305 m Höhe in der Feldmark bei dem um 1870 erbauten und seit etwa 30 Jahren als Biohof und Feriendomizil betriebenen Gut Waldhof. Unweit südlich verläuft der Hahnebach nach Osten, dem Eder-Zufluss Elbe entgegen. Die Landesstraße L 3214 von Fritzlar im Süden nach Naumburg im Norden verläuft etwa 1,5 km östlich der Wüstung. Der Hahnebachsweg führt von Elbenberg zum Waldhof und zum Bereich der Wüstung.

## Geschichte
Die urkundliche Ersterwähnung des Orts erfolgte am 19. Mai 1207, als Papst Innozenz III. das Benediktinerinnen-Kloster Werbe in seinen Schutz nahm und ihm seinen Grundbesitz, darunter drei Mansen in Todtenhausen („Dodenhusen“) bestätigte. Spätere Schreibweisen des Ortsnamens waren „Dothenhusen“ (1231), „Dodenhusen“ (1274), „Tudenhusen“ (1365), „Thoidenhusen“ und „Toidenhusen“ (1440) sowie „Todenhuysen“ (1470). Das Dorf gehörte zum Gericht Elben, aber als dieses im Jahr 1266 durch Kauf an Kurmainz kam, war die „Elber Mark“ und mit ihr die „Mark zum Haine“ mit Todtenhausen von diesem Besitzwechsel ausgeschlossen und blieb landgräflich hessisch.
Wann der Ort verlassen wurde, ist nicht bekannt. Ab 1345 ist der Besitz des Klosters Berich von drei Mansen in Todtenhausen nachweisbar. Aber in einem Weistum über die Elber Mark von 1440 wird „Thoidenhusen“ bzw. „Toidenhusen“ als wüst bezeichnet.